# Kosuke Yatsuda
Kosuke Yatsuda (født 7. marts 1982) er en tidligere japansk fodboldspiller.
Han har spillet for flere forskellige klubber i sin karriere, herunder Sanfrecce Hiroshima og Yokohama FC.